# Malå község
Malå  község (svédül: Malå  kommun) Svédország 290 községének egyike. 
A mai község 1983-ban jött létre.

## Települései
A községben 5 település található:
| Település | Népesség | Megjegyzés         |
| --------- | -------- | ------------------ |
| Malå      |          | a község székhelye |
| Adak      |          |                    |
| Rentjärn  |          |                    |
| Rökå      |          |                    |
| Aspliden  |          |                    |

### Külső hivatkozások
- Hivatalos honlap[halott link]